# Woerden Vandtårn
Woerden Vandtårn er et tidligere vandtårn i Woerden tegnet af arkitekt Jan Schotel og opført i årene 1905-1906. Tårnet blev opført efter vandledningen var blevet oprettet i 1903. Højden på tårnet er 27-28 meter, og det har en vandtank med kapacitet til 75 m³ vand.
I 1977 blev vandtårnet overdraget til det kommunale vandværk De Elf Gemeenten. Tårnet har siden 1979 været ude af drift. Efter mange økonomiske diskussioner i det kommunale råd, blev det besluttet at tårnet skulle restaureres med hjælp fra private midler. I 1984 var arbejdet færdigt, men endnu er intet formål til anden anvendelse fundet.
52°05′19″N 4°53′05″Ø / 52.0887°N 4.8846°Ø